# Velikovo, Dobrici
Velikovo (în bulgară Великово, în română Velicova) este un sat în comuna Gheneral-Toșevo, regiunea Dobrici, Dobrogea de Sud, Bulgaria. 
Între anii 1913-1940 a făcut parte din plasa Casim a județului Caliacra, România. Majoritatea locuitorilor erau români.

## Demografie
Componența etnică a satului Velikovo
     Turci (52,38%)
     Bulgari (40,47%)
     Nicio identificare (7,14%)
     Altele (0%)
La recensământul din 2011, populația satului Velikovo era de 42 locuitori. Din punct de vedere etnic, majoritatea locuitorilor (52,38%) erau turci, cu o minoritate de bulgari (40,47%). Pentru 7,14% din locuitori nu este cunoscută apartenența etnică.